# Radike Samo
Pour les articles homonymes, voir Samo.

a Compétitions nationales et continentales officielles uniquement.

b Matchs officiels uniquement.
Dernière mise à jour le 23 juillet 2018.
Radike Samo, né le 9 juillet 1976 à Nadi (Fidji), est un joueur fidjien, international australien de rugby à XV. Il évolue aux postes de deuxième ligne de troisième ligne centre ou d'ailier. (1,97 m pour 111 kg).
Il a fait ses débuts dans le Super 12 en 2000. Il a disputé 13 matchs de Super 12 en 2004 et 9 en 2005. Le 30 août 2006, il marque un essai au bout de six minutes pour son premier match avec le Stade français dans le Top 14 contre ASM Clermont Auvergne (45-15). Souvent remplaçant lors de sa première saison, il sort du banc à l'occasion de la demi-finale, puis de la finale, inscrivant un essai à chaque fois. Il donne notamment la victoire et le titre à son club en finale en marquant à la 77e minute contre Clermont.
En juin 2007, il quitte le Stade français Paris pour rejoindre le Japon où il évolue pendant trois saisons avant de retourner en Australie aux Queensland Reds. Il y gagne ses galons de titulaire, alors qu'il est simple joker médical. Indéboulonnable au centre de la 3° ligne du Queensland, il devient champion du Super 15 le 9 juillet 2011.

## Carrière

### En club et Franchise
- 2000 - 2006 : Brumbies (Super Rugby)  Australie
- 2006 - juin 2007 : Stade français Paris (Top 14)  France
- 2007 - 2010 : Yokogawa Atlastars (Top League Est A)  Japon
- 2010 - 2013 : Queensland Reds (Super Rugby)  Australie
- 2013 - 2015 : Kintetsu Liners (Top League) Japon
- 2015 : Melbourne Rebels (Super Rugby)  Australie
- 2015 : Queensland Country (NRC)  Australie
- 2016 - 2017 : Yokogawa Atlastars (Top League Est A)  Japon
- 2017 : Brisbane City (NRC)  Australie

- Southern Districts Rugby Club (Sydney)  Australie

### En équipe nationale
Il a effectué son premier test match avec l'équipe d'Australie le 13 juin 2004 contre l'équipe d'Écosse.
En mai 2006, il est sélectionné dans l'équipe du XV mondial qui affronte l'équipe d'Afrique du Sud.
Il est à nouveau sélectionné avec les Wallabies en 2011, faisant de lui, à 35 ans, le joueur australien le plus âgé à disputer le Tri-Nations (il jouera 2 matchs). Ces sélections  arrivent presque 7 ans après son dernier match pour l'équipe d'Australie. Robbie Deans crée la surprise en l'intégrant à son effectif pour la Coupe du monde 2011. Il a participé à l'ensemble des matchs de son équipe, dont 5 fois en tant que titulaire et 2 fois remplaçant, jouant même au poste d'ailier lors du match de poule face à la Russie.
Ne semblant pas baisser de niveau malgré son âge avancé pour un joueur de rugby (36 au 10/11/12), il participe à la tournée automnale et est donc sélectionné, étant toutefois remplaçant lors du premier match opposant l'Australie à la France, ce qui sera son dernier match en sélection.

## Palmarès

### En club
Avec Stade français Paris rugby

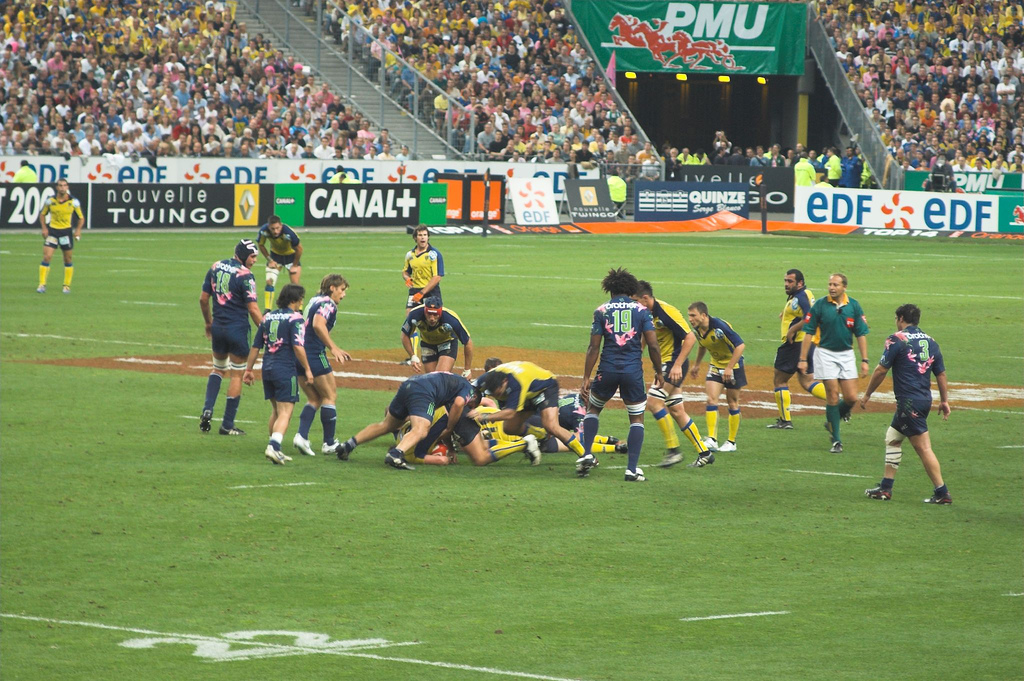
Finale du Top 14 2007: ASM Clermont en jaune et Stade français Paris en bleu

- Championnat de France de rugby à XV : 
  - Vainqueur (1) : 2007

Avec les Reds du Queensland
- Super 15 :
  - Champion (1) : 2011
- 35 matchs avec les Brumbies
- 69 matchs de Super Rugby

### En équipe nationale
- 23 sélections en équipe d'Australie.
- 2 essais marqués (10 points).
- Troisième place de la Coupe du monde 2011 (7 matchs joués).
- Vainqueur du Tri-nations 2011.

- Équipe des Fidji -19 ans